# لوردية أوفريسيل
لوردية أوفرآيسل أو Overissel (باللاتينية: Transisalania) هي تقسيم سابق في هولندا سميت بسبب موقعها على طول نهر آيسل.